# اچ‌دی ۳۴۴۴۵

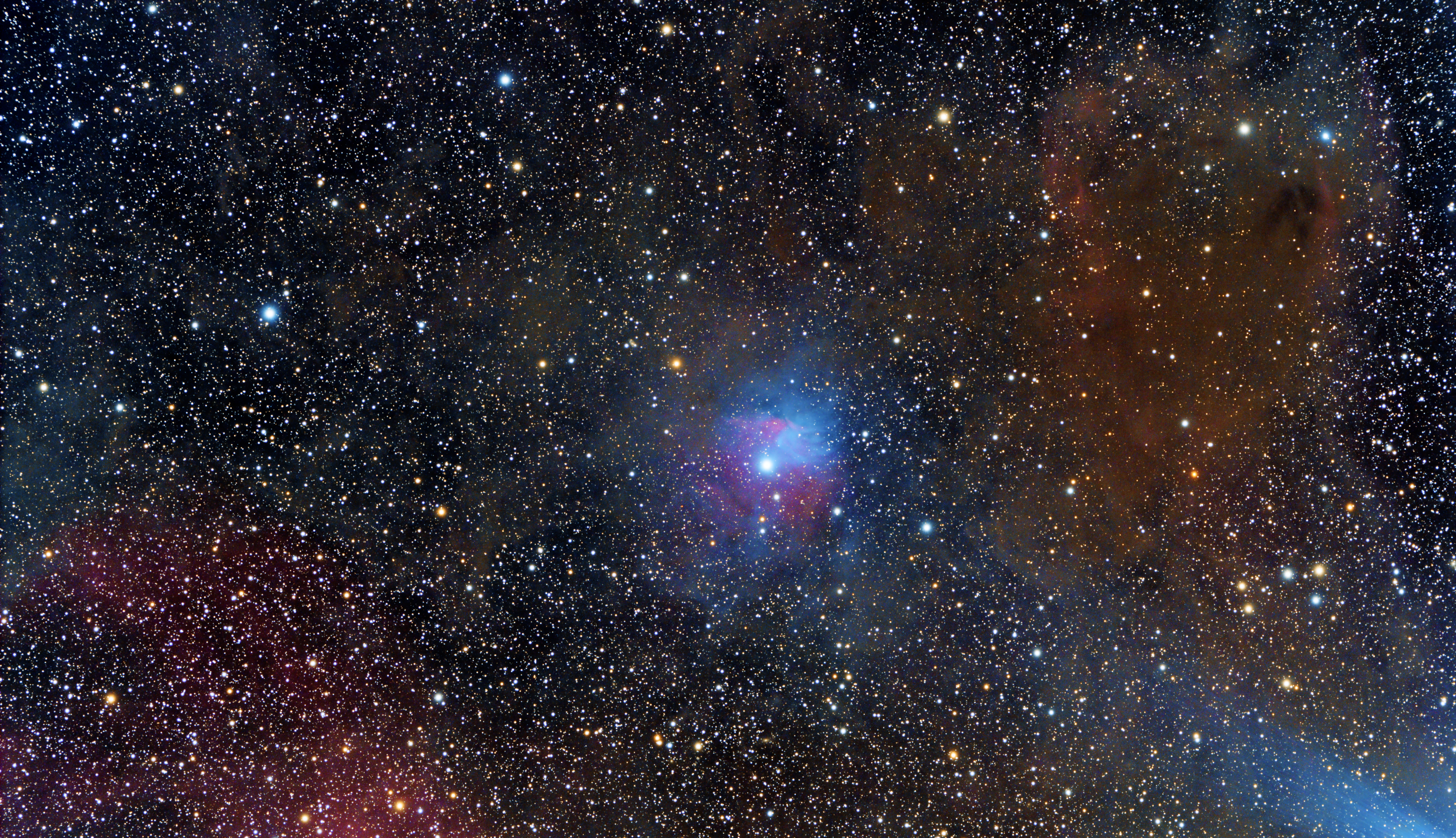
اچ‌دی ۳۴۴۴۵

اچ‌دی ۳۴۴۴۵ یک ستاره است که در صورت فلکی شکارچی قرار دارد.